# Governo Fico II
Il Governo Fico II è stato il governo Repubblica Slovacco,per 3 anni 11 mesi 18 giorni dal 4 Aprile 2012 al 22 marzo 2016. È succeduto al Governo Radičová in conseguenza alla caduta e alla crisi di quest'ultimo che portò alle elezioni anticipate.

## Consiglio dei ministri
| Ministero                                                            |  | Nome                                                     | Partito |
| -------------------------------------------------------------------- |  | -------------------------------------------------------- | ------- |
| Primo Ministro                                                       |  | Robert Fico                                              | SMER-SD |
| Ministro dell'Interno                                                |  | Robert Kaliňák                                           | SMER-SD |
| Ministro delle Finanze                                               |  | Peter Žiga                                               | SMER-SD |
| Ministro degli Affari Esteri ed Europei                              |  | Miroslav Lajčák                                          | ind.    |
| Ministro degli investimenti                                          |  | Ľubomír Vážny                                            | SMER-SD |
| Ministro dell'economia                                               |  | Tomáš Malatinský (fino al 3 luglio 2014)                 | ind.    |
| Ministro dell'economia                                               |  | Paolo Pavlis (dal 3º luglio 2014 al 6 maggio 2015)       | SMER-SD |
| Ministro dell'economia                                               |  | Peter Kazimír (dal 6 maggio 2015 al 16 giugno 2015)      | SMER-SD |
| Ministro dell'economia                                               |  | Vazil Hudak (dal 16 giugno 2015)                         | ind.    |
| Ministro dei Trasporti dell'edilizia e dello sviluppo regionale      |  | Ján Počiatek                                             | SMER-SD |
| Ministro dell'Agricoltura e dello Sviluppo rurale                    |  | Ľubomír Jahnátek                                         | SMER-SD |
| Ministro della Difesa                                                |  | Martin Glvač                                             | SMER-SD |
| Ministro del Lavoro, degli Affari Sociali e della Famiglia           |  | Ján Richter                                              | SMER-SD |
| Ministro della Giustizia                                             |  | Tomáš Borec                                              | SMER-SD |
| Ministro dell'ambiente                                               |  | Peter Ziga                                               | SMER-SD |
| Ministro dell'Educazione, della Scienza, della Ricerca e dello Sport |  | Dušan Čaplovič (fino al 3 luglio 2014)                   | SMER-SD |
| Ministro dell'Educazione, della Scienza, della Ricerca e dello Sport |  | Peter pellegrini (dal 3 luglio 2014 al 25 Novembre 2014) | SMER-SD |
| Ministro dell'Educazione, della Scienza, della Ricerca e dello Sport |  | Juraj Draxler (dal 25 novembre 2014)                     | ind.    |
| Ministro della Cultura                                               |  | Marek Maďarič                                            | SMER-SD |
| Ministro della Sanità                                                |  | Zuzana Zvolenská                                         | SMER-SD |

## Situazione parlamentare
| Camera              | Collocazione | Partiti                                     | Seggi    |
| ------------------- | ------------ | ------------------------------------------- | -------- |
| Consiglio Nazionale | Maggioranza  | SMER-SD (83)                                | 83 / 150 |
| Consiglio Nazionale | Astenuto     | MH (13)                                     | 13 / 150 |
| Consiglio Nazionale | Opposizione  | KDH (16), OĽaNO (16), UDC-PD (11), SaS (11) | 54 / 150 |